# 두승손

두승손(杜承孫), 생몰년도미상 ~,옥구현 )은 조선전기 군산 지역[옛 옥구현]에 세거한 두릉 두씨 입향조이다. 조선시대 병마우후를 지낸 무관이다.

## 개설
두승손(杜承孫)은 조선 시대 군산 지역[옛 옥구현]에 세거한 두릉 두씨 입향조이다. 두승손이 만경에서 옥구로 입거한 이후 그의 후손들이 조선 시대 옥구현에 세거하면서 대성을 이루었다.

## 가계
두승손은 두릉 두씨 시조 두경령(杜慶寧)의 11세손이고, 고려 무신 집권기 병마절도사를 지낸 두경승(杜景升)의 6세손이다.   고조할아버지는 병마 절제사를 지낸 두영(杜瑛)이고, 증조할아버지는 보문각(寶文閣) 진사(進士)를 지낸 두성림(杜成林)이며, 할아버지는 병마 절도사를 지낸 두무지(杜茂枝)이고, 아버지는 보문각 진사를 지낸 두정(杜楨)이다. 외할아버지는 흥덕 장씨이고, 장인은 양홍점(梁鴻漸)[본관 남원]이다. 정확한 생몰 연대는 알 수 없다.

## 활동 사항
두승손은 조선 시대 옥구에 세거한 두릉 두씨(杜陵杜氏)의 입향조이다. 태종 조에 관직이 병마 우후(兵馬虞候)에 이르렀다. 두승손이 15세기에 만경(萬頃)에서 옥구로 입거한 이후 두승손의 후손들이 군산시 회현면 금광리와 옥산면 당북리 및 금성리에 집성촌을 이루며 세거하여왔으며, 군산 지역에서 큰 성씨가 되었다. 아들 두세준(杜世俊)은 세종 조에 효행으로 세상에 이름이 알려지자 조정에서 정려(旌閭)를 세워주었으며, 증손자 두사순(杜思順)은 청백리로 유명하며, 현손[증손자의 아들] 두정란(杜廷蘭)은 임진왜란 때 금산(錦山) 전투에서 순절한 충신이다.
두승손의 묘가 군산시 회현면 고사리 척동 마을 주변 야산에 있는데, 척동 마을을 둘러 싼 주변의 야산에는 현재 두릉 두씨 옥구 입향조 두승손의 묘소 외에도 남원 양씨(南原梁氏) 옥구 입향조 양의생(梁宜生)의 묘소, 진주 강씨 옥구 입향조 강원전(姜元鐫)의 묘소, 담양 전씨(潭陽田氏) 옥구 입향조 전윤평(田允平)의 묘소, 광산 김씨(光山金氏) 경력공파(經歷公派)의 입향조 김덕양(金德良)의 묘소와 각각의 제각이 있다.

## 묘소
두승손의 묘는 전라북도 군산시 회현면 고사리 척동 마을 야산에 있다.

## 참고 문헌
『신증동국여지승람』
『조선왕조실록』
『옥구 군지』(옥구 향교, 1924)
『옥구 군지』(옥구 군지 편찬 위원회, 1990)
『전라 문화의 맥과 전북 인물』(전북 대학교 전라 문화 연구소, 1990)
『群山市史』 군산시사편찬위원회, 군산시 2000.12
『군산지역가문과 인물Ⅰ』, 김두헌, 군산문화원 2018>
『杜陵杜氏 世譜』  1898년(戊戌)
『杜陵杜氏 世譜』  1986년(丙寅)
『두릉 두씨 세보』(1986)
```
두승손 - 『디지털군산문화대전』

```

1. ↑  『옥구 군지』(옥구 향교, 1924)
2. ↑  『신증동국여지승람』
3. ↑  『杜陵杜氏 世譜』  1898년(戊戌)
4. ↑  『옥구 군지』(옥구 향교, 1924)
5. ↑  『조선왕조실록』
6. ↑  『전라 문화의 맥과 전북 인물』(전북 대학교 전라 문화 연구소, 1990)
7. ↑  두승손 - 『디지털군산문화대전』